# Hak-teen schakeling

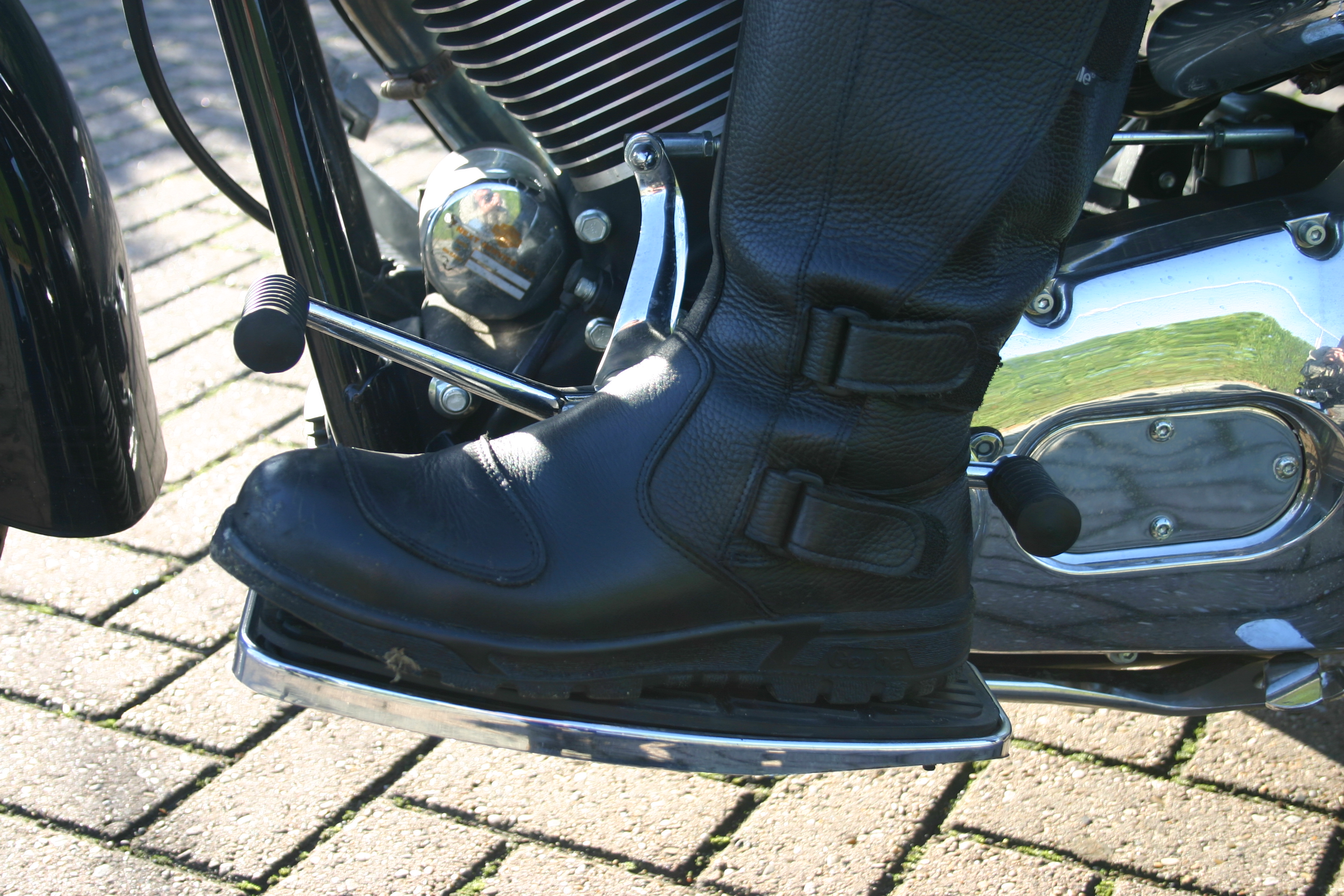
Hak-teen schakeling

Een hak-teen schakeling is een schakelmechanisme voor motorfietsen. Het komt ook bij bromfietsen voor.
Bij dit systeem gebeurt het opschakelen met de hak en het terugschakelen met de tenen. Dit is een noodzaak bij motorfietsen met treeplanken in plaats van voetsteunen, omdat men dan de voet moeilijker onder het schakelpedaal kan brengen.